# Gornja Kupčina
 Gornja Kupčina  falu Horvátországban Zágráb megyében. Közigazgatásilag Jasztrebarszkához tartozik.

## Fekvése
Zágrábtól 38 km-re, községközpontjától 8 km-re délnyugatra a Kupčina bal partján, a patak felső folyásánál fekszik.

## Története
A falunak 1857-ben 303, 1910-ben 360 lakosa volt. Trianon előtt Zágráb vármegye Jaskai járásához tartozott. 2001-ben 195 lakosa volt.

## Lakosság
| Lakosság változása | Lakosság változása | Lakosság változása | Lakosság változása | Lakosság változása | Lakosság változása | Lakosság változása | Lakosság változása | Lakosság változása | Lakosság változása | Lakosság változása | Lakosság változása | Lakosság változása | Lakosság változása | Lakosság változása |
| ------------------ | ------------------ | ------------------ | ------------------ | ------------------ | ------------------ | ------------------ | ------------------ | ------------------ | ------------------ | ------------------ | ------------------ | ------------------ | ------------------ | ------------------ |
| 1857               | 1869               | 1880               | 1890               | 1900               | 1910               | 1921               | 1931               | 1948               | 1953               | 1961               | 1971               | 1981               | 1991               | 2001               |
| 303                | 347                | 353                | 364                | 323                | 360                | 329                | 337                | 302                | 332                | 300                | 299                | 263                | 247                | 195                |

## Nevezetességei
Antiochiai Szent Margit tiszteletére szentelt kápolnája 1842-ben épült egy régebbi épület helyén. Egyhajós kisméretű épület, téglalap alaprajzzal, keskenyebb, sokszög záródású szentéllyel és a főhomlokzat feletti harangtoronnyal. A hajó felett mennyezet, a szentély felett pedig boltív található. A berendezés részben a 18. századi régi templomhoz, részben pedig a 19. századhoz és a 20. század elejéhez tartozik.